# ГТД-350
ГТД-350 — советский турбовальный авиационный двигатель. Создавался в ОКБ-117 под руководством С. П. Изотова для вертолёта Ми-2.

## История
Создавался с 1959 года изначально как воспроизведение двигателя Allison по фотографии. Первый полёт — 1961 год. Испытания завершены в 1963 году, в 1964 году серийное производство развёрнуто в Польше на заводах PZL. В последующем в Польше были созданы модификации двигателя: GTD-350P (максимальная мощность 332 кВт), GTD-350W (313 кВт) и GTD-350W2 (319 кВт).
Производство двигателя продолжалось до конца 1990-х годов. Произведено более 11000 двигателей.

## Конструкция
Компрессор состоит из 7 осевых и 1 центробежной ступени. Компрессор одноосевой, работает от своей одноступенчатой турбины. Отбор мощности ведётся от двухступенчатой свободной турбины.
Компоновка мотора необычна: воздух после компрессора по двум воздуховодам обходит турбину и подаётся в камеру сгорания, расположенную в торце двигателя. В камере сгорания поток газа меняет направление на противоположное и идёт на турбины. Таким образом выхлопные трубы оказываются в середине двигателя, между турбиной и компрессором. Аналогичную компоновку имел разрабатывавшийся примерно в то же время Allison Model 250 и его преемники Rolls-Royce RR300 и Rolls-Royce RR500.